# Le Lisp
Le Lisp（也写作Le_Lisp或Le-Lisp）是Lisp编程语言的一种方言。
它是由法国国家信息与自动化研究所（INRIA）开发，被用作在Jean Vuillemin指导下设计的超大规模集成电路（VLSI）工作站的实现语言。Le Lisp还曾经运行于这个项目使用的各种不兼容的平台上（大多数运行Unix操作系统）。这个语言的主要目标是成为Lisp语言的强力的后Maclisp版本，具有可移植性、兼容性、可扩展性和高效性。
Jérôme Chailloux在1980年领导了Le Lisp小组，成员包括Emmanuel St. James、Matthieu Devin和Jean-Marie Hullot。这个方言在历史上值得称道的是作为可以在Apple II和IBM PC二者上都能得到的最初Lisp实现之一。
在2020年1月8日，INRIA同意将它的源代码迁移到2条款BSD许可证，它容许了来自ILOG和Eligis的少许本地移植接受这个许可模型。

## 引用
1. ↑  Chailloux, Jérôme.  (PDF). INRIA. 1983  [16 March 2012]. （原始内容 (PDF)存档于2014-08-28）.
2. ↑  J. Chailloux; M. Devin; J. M. Hullot.  (PDF). INRIA. 1984  [16 March 2012]. （原始内容存档 (PDF)于2023-09-14）.
3. ↑  Chailloux, Jérôme. . Rocquencourt France: INRIA. November 2001: 190.
4. 1 2  Guy L. Steele Jr.; Richard P. Gabriel. . ACM SIGPLAN Notices. 1 March 1993, 28 (3): 231–270  [20 May 2018]. ISSN 0362-1340. doi:10.1145/155360.155373 （英语）.
5. ↑  Méndez, Luis Argüelles. . Springer. 22 October 2015: 7–8  [2021-10-31]. ISBN 978-3-319-23186-0. （原始内容存档于2022-05-01）.